# Seligeria careyana
Seligeria careyana är en bladmossart som beskrevs av Dale Hadley Vitt och Wilfred Borden Schofield 1976. Seligeria careyana ingår i släktet dvärgmossor, och familjen Seligeriaceae. Inga underarter finns listade i Catalogue of Life.